# Gare de Montauban-de-Bretagne
Ne doit pas être confondu avec Gare de Montauban-Ville-Bourbon.
La gare de Montauban-de-Bretagne est une gare ferroviaire française de la ligne de Paris-Montparnasse à Brest, située sur le territoire de la commune de Montauban-de-Bretagne, dans le département d'Ille-et-Vilaine en région Bretagne.
La station est mise en service en 1863 par la Compagnie des chemins de fer de l'Ouest.
C'est une gare de la Société nationale des chemins de fer français (SNCF) desservie par des trains express régionaux TER Bretagne. Elle est à 32 kilomètres de Rennes.

## Situation ferroviaire
Établie à 67 mètres d'altitude, la gare de Montauban-de-Bretagne est située au point kilométrique (PK) 405,542 de la ligne de Paris-Montparnasse à Brest, entre les gares de Montfort-sur-Meu et de La Brohinière.

## Histoire

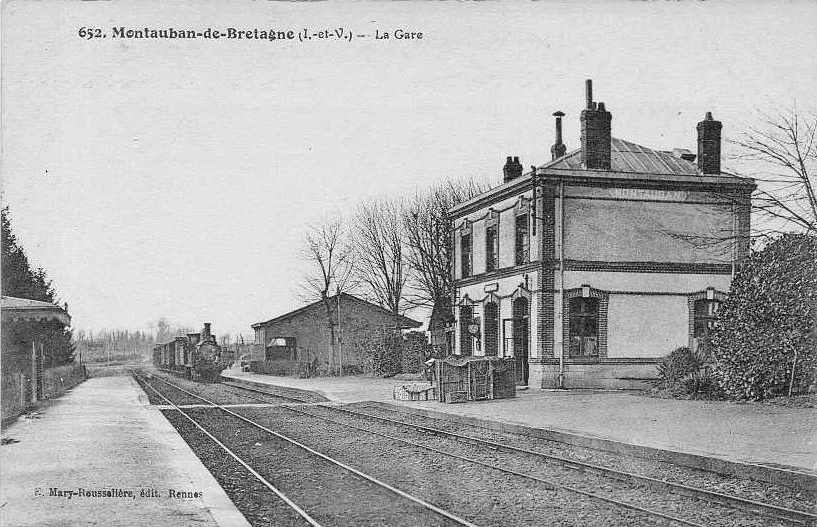
La gare vers 1900.

La station de Montauban-de-Bretagne est mise en service le 7 septembre 1863 par la Compagnie des chemins de fer de l'Ouest, lorsqu'elle ouvre à l'exploitation la section de Rennes à Guingamp de sa ligne de Rennes à Brest.
Elle est la troisième de la section ; elle est établie au bord de l'étang de Chailloux, à un kilomètre au sud de cette ville, chef-lieu de canton de 2 900 habitants. Le bâtiment voyageurs, d'un modèle type de la Compagnie de l'Ouest, comprend un étage avec un toit plat ; il comporte sur chaque façade trois portes au rez-de-chaussée, surmontées de trois fenêtres à l'étage. Les matériaux utilisés sont le granit et la brique. Elle dessert les communes de Bécherel, 850 habitants et Saint-Méen 2 500 habitants.
En 1882, contre l'avis de la municipalité, le lieu-dit La Brohinière, situé à moins de 5 km est choisi pour devenir une gare de triage, notamment du fait du projet d'un axe transversal entre Questembert et Dinan passant par Ploërmel et La Brohinière. La Compagnie des chemins de fer de l'Ouest construit la gare de La Brohinière, livrée au service en 1884.
Le 6 juin 2016, s'ouvre le chantier de construction d'une passerelle métallique permettant la traversée des voies, en remplacement du passage planchéié pour piétons. Cette réalisation d'un coût prévu de 1,7 million d'euros, comprend la création de deux ascenseurs. Les travaux doivent durer sept mois dans une gare qui reste ouverte.

## Fréquentation
De 2015 à 2023, selon les estimations de la SNCF, la fréquentation annuelle de la gare s'élève aux nombres indiqués dans le tableau ci-dessous.
| Année                     | 2015    | 2016    | 2017    | 2018    | 2019    | 2020    | 2021    | 2022    |
| ------------------------- | ------- | ------- | ------- | ------- | ------- | ------- | ------- | ------- |
| Voyageurs                 | 165 515 | 162 666 | 169 875 | 174 436 | 213 580 | 145 320 | 172 566 | 278 042 |
| Voyageurs + non voyageurs | 206 894 | 203 332 | 212 344 | 218 045 | 266 976 | 181 650 | 215 707 | 347 553 |

| Année                     | 2023    |
| ------------------------- | ------- |
| Voyageurs                 | 328 539 |
| Voyageurs + non voyageurs | 410 674 |

## Service des voyageurs

### Accueil
Gare SNCF, elle dispose d'un bâtiment voyageurs, avec guichet, ouvert du lundi au vendredi, fermé les samedi, dimanche et fêtes. Elle est équipée d'un automate pour l'achat des titres de transport TER.

### Desserte
Montauban-de-Bretagne est une gare régionale desservie par des trains TER Bretagne de la relation Rennes – La Brohinière – Saint-Brieuc.

### Intermodalité
Un parc à vélos et un parking pour les véhicules sont aménagés à proximité du bâtiment voyageurs.
Des correspondances sont possibles avec les lignes 502 et 512 (ex-Illenoo) et 17 (ex-Ti'Bus) du réseau régional BreizhGo.

Installations en 2010
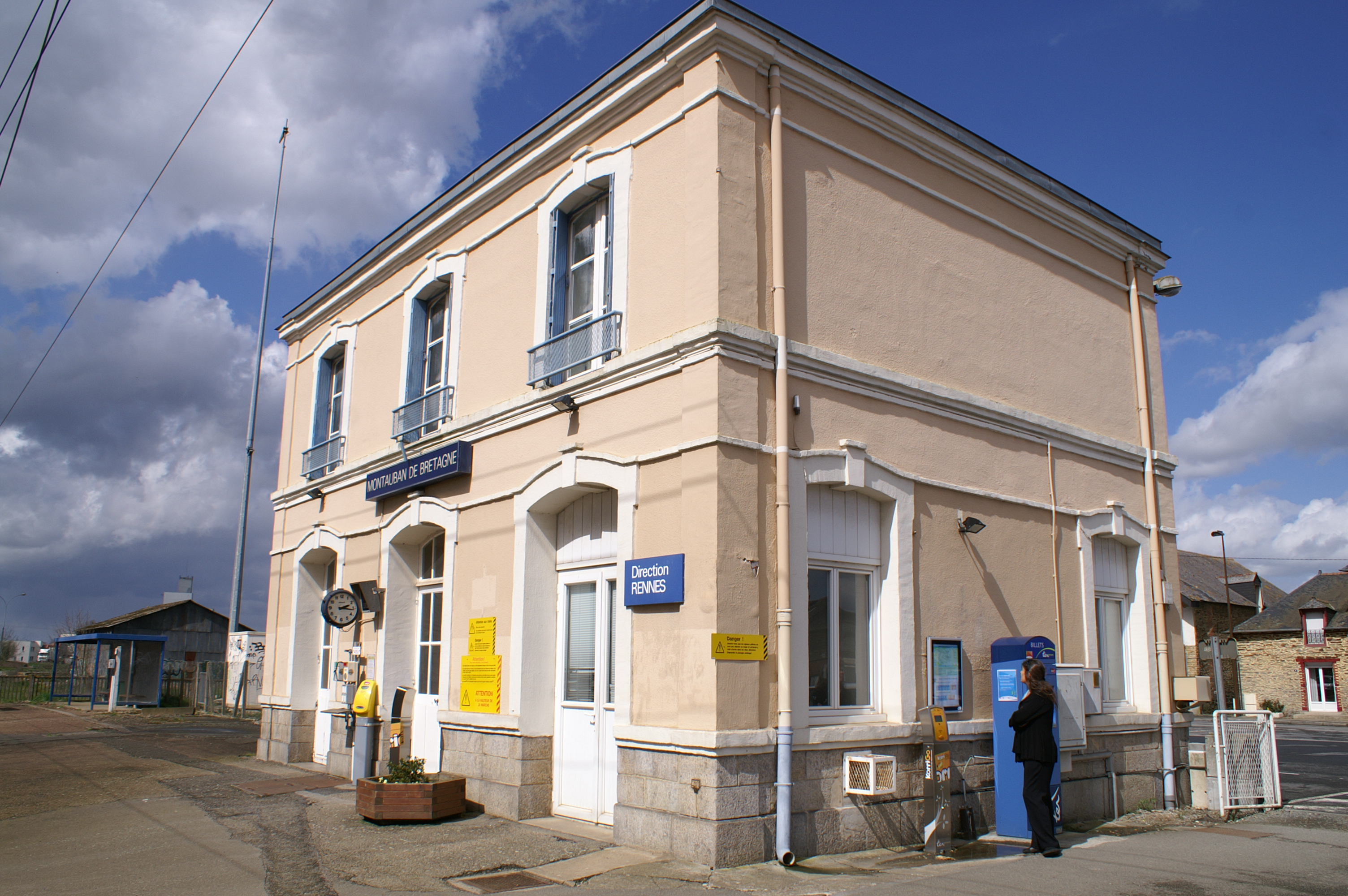
Entrée.
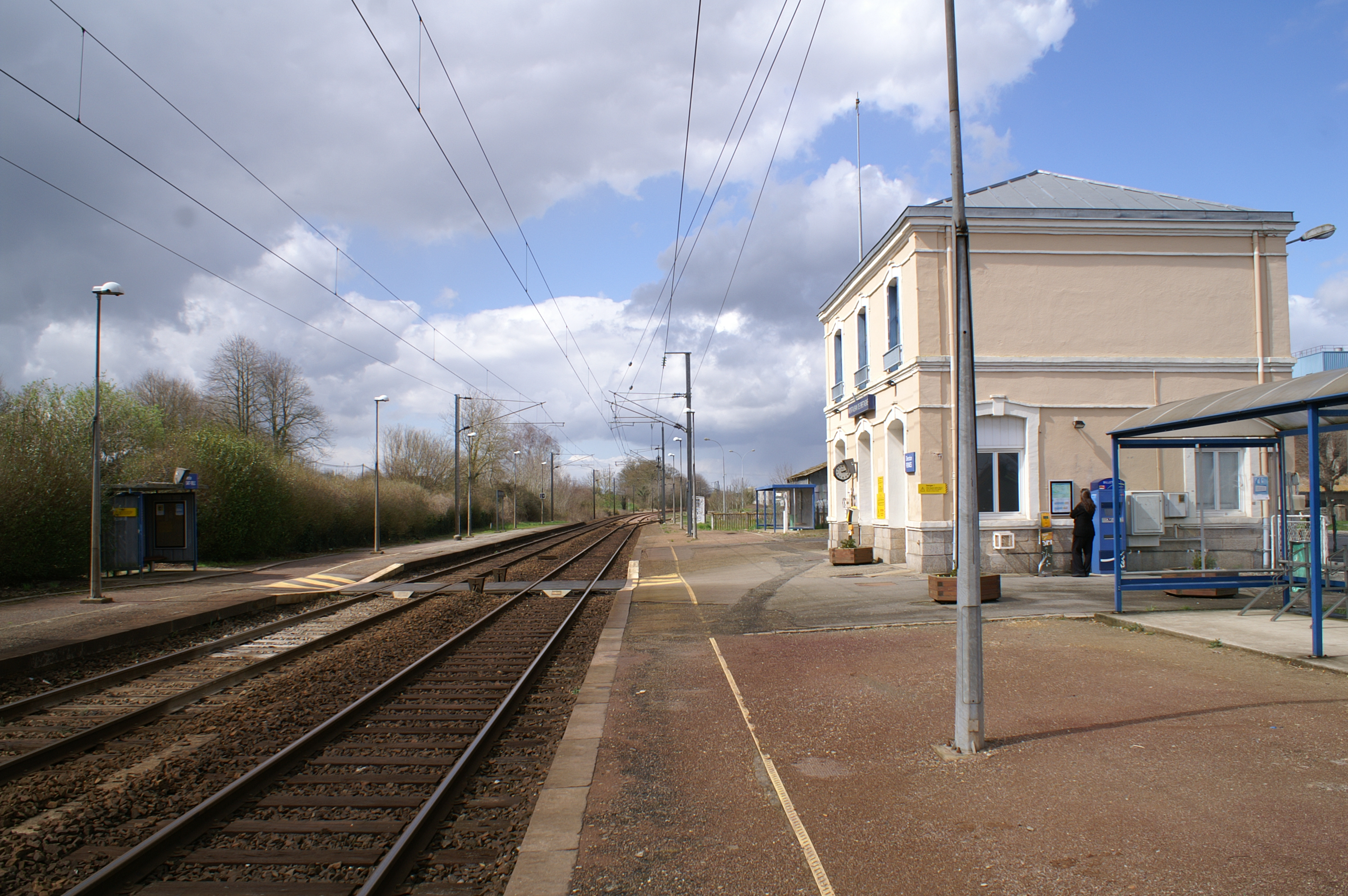
Voies et quais.

## Travaux
Outre le chantier de la passerelle ouvert le 6 juin 2016, la Communauté de communes Saint-Méen Montauban est porteuse d'un projet de « requalification du secteur de la gare de Montauban », avec notamment des stationnements pour les véhicules, un abri pour vélos et tous les travaux nécessaires pour favoriser l'intermodalité, valoriser et sécuriser cet espace. Les travaux devraient commencer à la fin de l'année 2016.